# Paul Poulet
Paul Poulet (ur. 1887, zm. 1946) – belgijski matematyk amator znany z wkładu do elementarnej teorii liczb. Zajmował się m.in. liczbami doskonałymi, liczbami zaprzyjaźnionymi oraz liczbami towarzyskimi. W roku 1938 stabelaryzował wszystkie liczby pseudopierwsze o podstawie 2 mniejsze od 100.000.000
(liczby takie nazywane są liczbami Pouleta lub rzadziej liczbami Sarrusa).

## Prace
- Parfaits, amiables et extensions, Edition Stevens, Brüssel 1918
- La chasse aux nombres, Edition Stevens, Brüssel 1929